# Tomoko Muramatsu
Tomoko Muramatsu (村松 智子?, Muramatsu Tomoko; Setagaya, 23 ottobre 1994) è una calciatrice giapponese, difensore del Tokyo Verdy Beleza.
Vanta inoltre presenze per il Giappone sia a livello giovanile, disputando un Mondiale Under-17, che con la nazionale maggiore.

## Carriera

### Club
Muramatsu si avvicina al calcio spronata dalla passione del fratello e inizia la carriera all'età di 8 anni, giocando prima a livello scolastico, dal 2002 al 2006 nel Nakamachi FC, indossando la maglia del Buddy FC, club che gestisce squadre giovanili della fascia d'età delle scuole elementari, una formazione interamente femminile dal 2004 al 2006.
Nel 2007 si trasferisce al NTV Menina, sezione giovanile dell'allora Nippon TV Beleza, iniziando con il ruolo di attaccante per convertirsi in terzino già dall'anno successivo, e giocando da allora sempre nel reparto difensivo.
Dal 2011 viene aggregata alla squadra del Nippon TV Beleza facendo il suo debutto in Nadeshiko League Division 1, l'allora primo livello del campionato giapponese femminile di calcio, dove matura 16 presenze durante il suo primo campionato. La sua carriera deve però subire una brusca interruzione solo un anno più tardi quando, dopo aver disputato due incontri di coppa e poco prima di essere chiamata in nazionale per disputare il Mondiale Under-20 che per quell'anno si giocava in Giappone, subisce un grave infortunio lesionandosi tutti i legamenti crociati del ginocchio destro. La seguente riabilitazione si rivela complicata, dovendo rimandare il ritorno sui campi di gioco fino alla fine della stagione 2014 a causa di ripetuti strappi e lesioni al menisco.
Tornata completamente a disposizione, nel 2015 ritrova costantemente posto in rosa, siglando la sua prima rete in Division 1, contribuendo al ritorno del successo della sua squadra in campionato dopo cinque anni e venendo inoltre inserita nella formazione delle migliori 11 giocatrici del torneo. Le prestazioni offerte anche nella successiva stagione le valgono nuovamente l'inserimento nella migliore squadra del campionato 2016, torneo che la vede festeggiare con le compagne il secondo titolo consecutivo. La sua carriera subisce tuttavia una nuova battuta d'arresto quando, nell'estate 2017, Muramatsu subisce un grave infortunio al ginocchio, questa volta il sinistro, lesionandosi nuovamente tutti i legamenti crociati. Il successivo decorso si rivela ancora più complicato del precedente, tanto che pur dopo la guarigione a otto mesi dal completo recupero pur rimanendo formalmente in rosa rimanevano dubbi sulla possibilità di tornare all'attività agonistica.
Torna a giocare solamente nel 2020, con la squadra ribrandizzata Tokyo Verdy Beleza, condividendo con le compagne l'anno di transizione tra l'ultimo campionato di Div. 1 e il nuovo torneo professionistico femminile giapponese, la Women Empowerment League.

### Nazionale
Nel 2010, Muramatsu è stata selezionata dalla squadra nazionale giapponese Under 17 per la Coppa del Mondo Under 17 2010. Ha giocato 5 partite vincendo con il Giappone il 2ºposto. Nell'agosto 2015 è stata selezionata dalla squadra nazionale giapponese per la Coppa dell'Asia orientale 2015. In questa competizione, il 4 agosto, ha debuttato contro la Corea del Sud. Ha giocato 4 partite per il Giappone fino al 2016.

## Statistiche

### Cronologia presenze e reti in nazionale
| Cronologia completa delle presenze e delle reti in nazionale ― Giappone | Cronologia completa delle presenze e delle reti in nazionale ― Giappone | Cronologia completa delle presenze e delle reti in nazionale ― Giappone | Cronologia completa delle presenze e delle reti in nazionale ― Giappone | Cronologia completa delle presenze e delle reti in nazionale ― Giappone | Cronologia completa delle presenze e delle reti in nazionale ― Giappone | Cronologia completa delle presenze e delle reti in nazionale ― Giappone | Cronologia completa delle presenze e delle reti in nazionale ― Giappone |
| Data                                                                    | Città                                                                   | In casa                                                                 | Risultato                                                               | Ospiti                                                                  | Competizione                                                            | Reti                                                                    | Note                                                                    |
| ----------------------------------------------------------------------- | ----------------------------------------------------------------------- | ----------------------------------------------------------------------- | ----------------------------------------------------------------------- | ----------------------------------------------------------------------- | ----------------------------------------------------------------------- | ----------------------------------------------------------------------- | ----------------------------------------------------------------------- |
| 4-8-2015                                                                | Wuhan                                                                   | Giappone                                                                | 1 – 2                                                                   | Corea del Sud                                                           | EAFF Women's Championship                                               | -                                                                       |                                                                         |
| 8-8-2015                                                                | Wuhan                                                                   | Cina                                                                    | 0 – 2                                                                   | Giappone                                                                | EAFF Women's Championship                                               | -                                                                       |                                                                         |
| 2-6-2016                                                                | Commerce City                                                           | Stati Uniti                                                             | 3 – 3                                                                   | Giappone                                                                | Amichevole                                                              | -                                                                       |                                                                         |
| 21-7-2016                                                               | Kalmar                                                                  | Svezia                                                                  | 3 – 0                                                                   | Giappone                                                                | Amichevole                                                              | -                                                                       |                                                                         |
| Totale                                                                  |                                                                         | Presenze                                                                | 4                                                                       |                                                                         | Reti                                                                    | 0                                                                       |                                                                         |

## Palmarès

### Club
- Campionato giapponese: 5

Nippon TV Beleza: 2015, 2016, 2017, 2018, 2019
- Coppa dell'Imperatrice: 6

Nippon TV Beleza: 2014, 2017, 2018, 2019
Tokyo Verdy Beleza: 2020, 2022-2023
- Nadeshiko League Cup: 3

Nippon TV Beleza: 2012, 2016, 2018